# Alvare IX du Kongo
Alvare IX du Kongo  (Mpanzu a Ntivila en Kikongo et Álvaro IX  en portugais). Manikongo du royaume du Kongo de juin 1669 à la fin de 1670. 

Après la fuite du roi Raphaël Ier du Kongo en 1669, Alvare IX du Kanda Kimpanzu  est  établi roi par Paulo II da Silva  comte de Soyo (1658-1670) .  Mais avec l'aide des Portugais de Luanda, l'ancien marquis de Mpemba, Raphaël revient à São Salvador et se rend de nouveau maître du pouvoir. La mort au combat en 1670 du comte du Soyo lui permet d'affermir sa position. Il meurt la même année.

## Source
- (en) John K. Thornton  « The Kingdom of Kongo, ca. 1390-1678. The Development of an African Social Formation ». dans : Cahiers d'études africaines. Vol. 22 N°87-88, systèmes étatiques africains. p. 325-342.